# She (рок-опера)
She (англ. Она) — рок-опера в жанре симфо-метал/прогрессив-метал проекта Caamora британского музыканта Клайва Нолана, созданная им совместно с польской певицей Агнешкой Свитой по мотивам одноимённого романа Генри Райдера Хаггарда. Студийная версия вышла в 2008 г., в том же году был выпущен концертный DVD. Рок-опера неоднократно ставилась вживую начиная с 2006 года. Организацией соответствующих туров в данное время занимается основанная Ноланом компания The Caamora Theatre Company.

## История создания
Сюжет романа Она: история приключения Генри Райдера Хаггарда интересовал Клайва Нолана с детских лет, когда он посмотрел в кино его экранизацию. Нолан в течение многих лет вынашивал идею создания музыкального проекта на основе данного сюжета, к реализации которой он приступил, встретившись с польской певицей Агнешкой Свитой, которую сильно заинтересовал его замысел. Нолан несколько месяцев подряд активно создавал новый материал, а Свита регулярно приезжала в Великобританию для записи демоверсий. В конечном итоге был создан двухчасовой материал, с которым Клайв и Агнешка гастролировали в 2006 году по Европе и Южной Америке. По завершении турне был выпущен сингл Closed, включавший как новые песни из оперы так и старые вещи Нолана. Сингл получил позитивные отзывы и привлёк внимание к проекту. В 2007 году состоялось несколько концертов в Польше, а к концу того же года на польском лейбле Metal Mind Productions вышел второй сингл Walk on Water. После множества концертов в Южной Америке, Канаде, Португалии и Великобритании, Нолан и Свита приступили к работе над студийной версией She, продолжавшейся с июня по декабрь 2007 года. Параллельно, 31 октября был записан концерт в Катовице, в Польше. Перед выходом полной версии оперы Metal Mind Prodctions выпускает третий сингл «Embrace». В марте 2008 года состоялся релиз на CD и DVD, а к Рождеству вышел акустический двойной диск под названием Journey’s End, на который вошли концертные записи, а также песни, не вошедшие в саму оперу.

## Сюжет

### Действие I
Сцена I Восточный берег центральной Африки
Двое исследователей — профессор Людвиг Хорейс Холли и его подопечный Лео Винси плывут на корабле вдоль восточного побережья Африки, где их настигает ужасный шторм, и еле живых Лео и Холли выносит на берег реки. Они сооружают убежище от дождя и размышляют над причиной, которые привели их сюда — передающейся в семье Лео из поколения в поколение легендой о таинственной бессмертной королеве, живущей на равнине Кор. Вскоре появляется группа людей из малоизвестного племени Амахаггеров во главе с девушкой по имени Устане. Они были посланы своей Королевой Айшей с тем, чтобы привести Холли и Лео в Затерянный Город.
Сцена II Большая пещера, служащая домом племени Амахаггеров
Путешественники наслаждаются гостеприимством племени, а Устане проникается всё большей симпатией к Лео и даже проводит таинственную церемонию, связавшую его с девушкой брачными узами. Неожиданно герои попадают в засаду, устроенную враждебно настроенными членами племени, верившими, что все чужаки должны быть принесены жертву согласно древней традиции. Холли, Лео и Устане бьются не на жизнь, а на смерть, по ходу сражения Лео получает смертельную рану, но в последний момент их спасает прибытие Королевской Стражи. Стражники забирают героев в Затерянный Город.
Сцена III Тронный Зал
Холли стоит возле трона Королевы. Айша выносит нападавшим смертный приговор, за то, что они ослушались её приказа доставить к ней всех чужаков живыми. Когда Зал пустеет, Айша просит Холли рассказать о том, что произошло во внешнем мире за прошедшие две тысячи лет. Ведь её люди живут изолированно от других стран и народов. Холли соглашается, но взамен просит, чтобы Королева позаботилась о Лео, о судьбе которого он очень сильно тревожился.
Сцена IV Комната, где-то в лабиринте пещер
Устане ухаживает за раненым Лео, пытаясь вылечить его раны. Прибывшая Королева поражена сходством Лео с египетским жрецом Калликратом, возвращения которого она ждала две тысячи лет. Айша приказывает Устане немедленно уйти, но девушка упорно не желает этого делать, что приводит к конфронтации между двумя женщинами. Королева грозит Устане смертью, если та встанет у неё на пути.
Сцена V Личные апартаменты Айши
Благодаря таинственным целительным силам Королевы, Лео быстро поправляется. Он очарован могуществом и красотой своей спасительницы, но та предупреждает его, прося быть осторожным, так как Лео ещё многого о ней не знаёт. После этого Айша приглашает его и Холли на торжество, устроенное в их честь.

### Действие II
Сцена I Танец Огня, каким он виден с Королевского Балкона
Айша, Лео и Холли с балкона наблюдают за празднеством, проводимом на равнине Кор. Оно включает в себя танец и сожжение тысяч забальзамированных мёртвых тел. Холли и Лео шокированы увиденным и хотят немедленно покинуть это место. Среди танцоров появляется Устане, пытающаяся убедить Лео бежать прочь, и это замечает Айша.
Сцена II Тронный Зал
Сжигаемая яростью и ревностью Королева проклинает Устане. Лео и Холли в ужасе наблюдает за тем, как после слов Айши девушка падает замертво и на последнем вздохе признаётся в своих чувствах к Лео. Айша, пытаясь объяснить свой поступок, рассказывает, что она любила Лео две тысячи лет с тех самых пор как убила его в образе Калликрата, так как он находился под чарами другой женщины. После этого Королева даёт ему кинжал с тем чтобы он мог убить её и тем самым совершить акт возмездия. Но Лео не в силах этого сделать, будучи окончательно околдован Айшей.
Сцена III Королевский Склеп
Королева приводит обоих мужчин в склеп, где покоится прекрасно сохранившееся тело Калликрата, как две капли воды похожего на Лео. Оба путешественника не верят своих глазам. Айша сжигает тело и объявляет что отныне её с Лео судьба — быть вместе навеки. Айша рассказывает обоим мужчинам об огне жизни, пылающему в жерле вулкана, на другой стороне равнины Кор. Именно туда они теперь должны направиться.
Сцена IV На окраине руин на равнине Кор
Ночь в лагере. Холли и Лео обсуждают сложившуюся ситуацию. После этого Лео и Айша проводят оставшуюся ночь в мечтах об их совместном блистательном будущем.
Сцена V Вулкан
Лео и Айша предстают перед огнём. Королева пытается убедить его войти в огонь первым, уверяя, что так он обретёт вечную жизнь. Айша не знает о том, что туда нельзя войти дважды, и как только она вступает в языки пламени, к ней начинают возвращаться все две тысячи прожитых лет. Лео в ужасе наблюдает за тем, как она мучается в огне, умоляя его ждать её возвращения. Потом она умирает. Что-то нарушается в балансе жизни, и пещера начинает разрушаться. Лео подавлен и, несмотря на мольбы Холли, отказывается покинуть вулкан. Тому остаётся лишь беспомощно наблюдать за тем, как его подопечный входит в огонь жизни, стремясь стать бессмертным и дождаться возвращения Айши.

## Исполнители

### В ролях (студийная и DVD-версия)
- Айша — Агнешка Свита
- Лео Винси — Клайв Нолан
- Хорейс Холли — Алан Рид
- Устане — Кристина Бут
- Хор — Аноушка Рейнольдс, Джами Флетчер, Тина Рэйли, Пенни Робертс, Шивон Кларк, Агнешка Свита, Пит Мортон, Марк Вествуд, Скотт Хигам, Клайв Нолан, Дэниел Эолмс

### Инструменталисты
Студийная версия
- Марк Вествуд — гитара
- Аластер Бентли — гобой
- Марк Кейн — горн
- Хью МакДоуэлл — виолончель
- Клайв Нолан — клавишные и оркестровка
- Джон Джовит — бас-гитара
- Скотт Хигам — ударные

DVD-версия
- Марк Вествуд — гитара
- Мартин Боуэн — гитара
- Ричард Уест — клавишные
- Стив Уильямс — клавишные
- Джон Джовит — бас-гитара
- Скотт Хигам — ударные
- Эварист Новиновски — гобой
- Томек Войтович — горн
- Томек Старзек — виолончель

## Список композиций

### Act 1
Scene 1
1. Overture
2. The Storm
3. The Veil
4. Covenant of Faith
5. Rescue

Scene 2
1. The Cave
2. The Bonding
3. Ambush

Scene 3
1. Judgement
2. History

Scene 4
1. Confrontation
2. Vigil

Scene 5
1. Shadows

### Act 2
Scene 1
1. Fire Dance

Scene 2
1. Cursed
2. Closer
3. Disbelief
4. Murder
5. Eleventh Hour

Scene 3
1. Resting Place
2. The Hermit (bonus on digipack and vinyl only)
3. Sands of Time

Scene 4
1. Embrace
2. The Night Before

Scene 5
1. Fire of Life